# Bolero Extasy
Bolero Extasy (Bolero) è un film del 1984 diretto da John Derek.
Film d'avventura statunitense a sfondo erotico, è interpretato da Bo Derek, moglie del regista.

## Trama
Anni Venti: una perversa clausola testamentaria obbliga una ragazza, Ayre, a restare illibata fino al conseguimento della laurea. Ma questa, una volta laureatasi, s'impegna a perdere la verginità. Innamorata del grande Valentino, cerca d'offrirsi a uno sceicco, che s'addormenta proprio nel momento decisivo. Delusa, finirà tra le braccia di Angel, aitante e passionale torero.

## Produzione
I produttori esecutivi e il vicedirettore della Cannon Films, Menahem Golan, insistettero con i Derek affinché le scene erotiche presenti nel film fossero più spinte, nonostante le loro proteste. Inizialmente, il film doveva essere distribuito dalla Metro-Goldwyn-Mayer a seguito di un accordo che quest'ultima aveva stretto con la Cannon Films; Bo Derek mostrò il film in anteprima all'allora CEO di MGM, Frank Yablans, sperando che lui intervenisse con Golan per quanto riguardava le scene erotiche. A Yablans il film non piacque, così come per altri film che la Cannon distribuiva attraverso la MGM.
Quando i produttori rifiutarono di tagliare il film affinché non venisse classificato "X" da parte della Motion Picture Association of America, la MGM ha rinunciato a distribuire il film e la Cannon si è fatta carico della distribuzione. Bolero Extasy e altri film prodotti dalla stessa casa produttrice portarono Yablans a rescindere definitivamente il contratto con la Cannon nel novembre 1984. Il film venne infine distribuito senza rating da parte della MPAA, con un disclaimer per cui il film non era adatto ai minori di 17 anni. Nonostante ciò, molte catene di cinema che normalmente rifiutavano di distribuire film con rating "X" decisero di non proiettare Bolero Extasy.
Olivia d'Abo, qui al suo primo film, venne scritturata dopo essere stata notata da una talent scout sulla spiaggia. Per il suo ruolo in Bolero Extasy venne pagata $10.000, con cui pagò gli studi per sé e suo fratello. Nel film la d'Abo appare in scene di nudo integrale nonostante all'epoca delle riprese avesse solo 14 anni.

## Accoglienza
Sull'aggregatore di recensioni Rotten Tomatoes Bolero Extasy ha un raro punteggio dello 0%, indicante nessuna recensione positiva, con un voto di 1,23/10 basato su 23 recensioni. Il consenso critico del sito recita: "Bolero Extasy mette insieme una trama ridicola e un cast del tutto disallineato nel disperato tentativo di eccitare il pubblico, ma riesce solo a suscitare noia".
Su CinemaScore Bolero Extasy è stato il primo film ad aver ottenuto la valutazione media "F" nella sua scala da "A+" a "F", e per 15 anni, dal 1984 al 1999, è stato l'unico film a detenere questa valutazione.

## Riconoscimenti
- 1984 - Razzie Awards
  - Peggior film
  - Peggior attrice protagonista a Bo Derek
  - Peggior regista a John Derek
  - Peggior sceneggiatura a John Derek
  - Peggior colonna sonora a Peter Bernstein e Elmer Bernstein
  - Peggior esordiente a Olivia d'Abo (anche per Conan il distruttore)
  - Candidatura Peggior attore non protagonista a George Kennedy
  - Candidatura Peggior attrice non protagonista a Olivia d'Abo (anche per Conan il distruttore)
  - Candidatura Peggior esordiente a Andrea Occhipinti
- 1989 - Razzie Awards
  - Candidatura Peggior film del decennio
- 1984 - Stinkers Bad Movie Awards
  - Candidatura Peggior film